# Félix Fontan
Pour les articles homonymes, voir Fontan.
Félix Paul Émile Fontan (Aignan, 30 octobre 1880 – Villers-Bretonneux, 19 décembre 1914) est un militaire, officier de gendarmerie français.

## Biographie
Né à Aignan dans le Gers, il est le fils de Jean-François Fontan et Marie Thérése Joséphine Rose Amélie Alquier.
Félix Fontan intègre l'École spéciale militaire de Saint-Cyr en 1900 (promotion du Tchad).
En 1902, il en sort 353e sur 515 élèves et intègre le 157e régiment d'infanterie (RI) à Jausiers (Basses-Alpes) en qualité de sous-lieutenant.
Le 4 mars 1904, il est cité à l'ordre du 14e corps d'armée pour sa conduite lors de l'avalanche du col de la Pare au nord de Barcelonnette, :

« Le 22 février 1904, faisant partie d'un détachement chargé d'exécuter la reconnaissance du col de Parre [sic] et dont l’avant-garde venait d’être entraînée par une avalanche qui avait enseveli presque tous les hommes sous la neige, s’est porté sans hésitation au secours des victimes sur le terrain de l’accident avec tous les militaires du détachement. Ne tenant pas compte du danger, n’a pas cessé pendant plus de deux heures de prodiguer des soins aux blessés. Pendant la marche s’est appliqué à maintenir le moral de la troupe et a donné, en cette circonstance, un bel exemple de dévouement et de courage. »

Il passe lieutenant dans la même unité le 1er octobre 1904.

### Officier de gendarmerie
Le lieutenant Fontan est affecté à la 18e légion de gendarmerie, le 11 juillet 1908.
Il prend le commandement de la compagnie de gendarmerie départementale à Mauléon dans les Basses-Pyrénées.
Le 24 mars 1912, il est affecté à la 8e compagnie du 2e bataillon du régiment d’infanterie de la Garde républicaine à Paris.
Il fait la « une » de l'actualité, lorsqu'à la tête de ses gendarmes, il met fin, le 28 avril 1912 à Choisy-le-Roi, aux coupables activités de Jules Bonnot et de ses complices qui jusque-là, plongeaient la France dans l'angoisse.

Devant un public évalué à 20 000 personnes et sous les ordres du préfet Lépine, il conduit son action avec courage et efficacité.

Il est cité à l'ordre de la légion de la Garde républicaine :

« À Choisy-le-Roi, le 28 avril 1912, commandant un détachement requis pour coopérer à l’arrestation de deux assassins dangereux, armés d’un revolver et réfugiés dans une maison isolée, le lieutenant Fontan contribue activement à leur capture en venant placer, au péril de sa vie et à trois reprises différentes, des explosifs au pied de cette maison qu’il parvient à faire sauter. Il pénètre ensuite le premier dans l’immeuble en flammes. »

— 4 mai 1912.

### Première Guerre mondiale
Le 2 août 1914, le lieutenant Fontan est mobilisé.
Le 16 octobre 1914, il est détaché volontaire au 99e régiment d'infanterie pendant la durée de la guerre.
Nommé capitaine à titre temporaire le 25 octobre, il prend le commandement de la 12e compagnie du 99e RI.
Il est blessé à la tête le 18 décembre 1914 lors des préparatifs de l'attaque de Fay dans la Somme.
Transporté à l'ambulance de Villers-Bretonneux, il décède le lendemain, 19 décembre 1914 , des suites de ses blessures de guerre.
Il est cité, à titre posthume, à l'ordre de l'armée :

« Officier d'une bravoure et d'une énergie à toute épreuve, est tombé glorieusement à la tête de sa compagnie en donnant des ordres pour la préparation de l'attaque de la position ennemie le 18 décembre 1914. »

— 28 janvier 1915.
Il est reconnu « mort pour la France ».

## Décorations
Chevalier de la Légion d'honneur (décret du 19 juin 1920 - à titre posthume)

 Croix de guerre 1914–1918, palme de bronze (une citation à l'ordre de l'armée - à titre posthume)

 Médaille d'honneur pour acte de courage et de dévouement, or (échelon "bronze" en 1904, échelon "or" en 1912)

 Chevalier de l'ordre d'Orange-Nassau (Pays-Bas, 1913).

## Postérité
Il est le parrain de la 101e promotion (1995-1996) de l'école des officiers de gendarmerie de Melun qui dépose une plaque commémorative à Fay.
Les casernes de gendarmerie d'Aignan et de Villers-Bretonneux sont baptisées en l'honneur du capitaine Fontan.
Le musée Paul-Fontan honore sa mémoire à Aignan depuis juillet 2017